# Schoenus minutulus
Schoenus minutulus är en halvgräsart som beskrevs av Ferdinand von Mueller. Schoenus minutulus ingår i släktet axagssläktet, och familjen halvgräs. Inga underarter finns listade i Catalogue of Life.